# Luigi Steffani
Luigi Steffani (San Giovanni Bianco, 19 febbraio 1828 – Milano, 19 aprile 1898) è stato un pittore italiano.

## Biografia
Nato a La Pianca, frazione montana di San Giovanni Bianco in Val Brembana, si trasferisce a Milano per intraprendere studi commerciali presso il Collegio Ghisi, che abbandona nel 1845 per avvicinarsi, da autodidatta, alla pittura, dove è legato ai naturalisti lombardi come Domenico Induno, Gerolamo Induno, Eleuterio Pagliano, Mosè Bianchi ed Emilio Gola.
A partire dal 1854 effettua numerosi viaggi di aggiornamento in Francia, Belgio e Germania, dove studia a Düsseldorf sotto la guida del paesaggista Andreas Achenbach; in seguito, si muove tra Sicilia, Napoli e infine a Roma per un lungo periodo.
Nel 1858 torna a Parigi per due anni, poi si trasferisce a Londra per sei anni, tornando in Italia nel 1866 per risiedere a Milano dove entra a parte del movimento della Scapigliatura grazie all'amicizia con Emilio Praga.
Episodi significativi della sua intensa attività espositiva sono le partecipazioni alle Mostre di Firenze del 1861 con Prima onda, della Permanente di Milano del 1863, delle Promotrici di Genova e Torino (1868 con Porto d'Ostenda e Nelle saline di Cervia) e di numerose edizioni delle Esposizioni di Belle Arti di Brera.
Frequenta abitualmente la Società Patriottica ed è membro del consiglio direttivo della Società Fondatrice dell'Esposizione Permanente di Belle Arti; nel 1872 viene nominato Cavaliere dell'Ordine della Corona d'Italia e nel 1877, in seguito ai ripetuti successi e ai numerosi riconoscimenti in Esposizioni e concorsi, gli viene assegnata la Cattedra di Paesaggio presso l'Accademia di belle arti di Brera.
Nel 1881 viene nominato Ufficiale della Corona d'Italia.
Alla sua morte, avvenuta a Milano nel 1891 il colonnello-pittore Marco Chiodini, che lo ha spesso ospitato nella sua casa di Galliate, eredita buona parte delle sue opere;

## Stile
(Emilio Praga ne Il Sole, 1865)

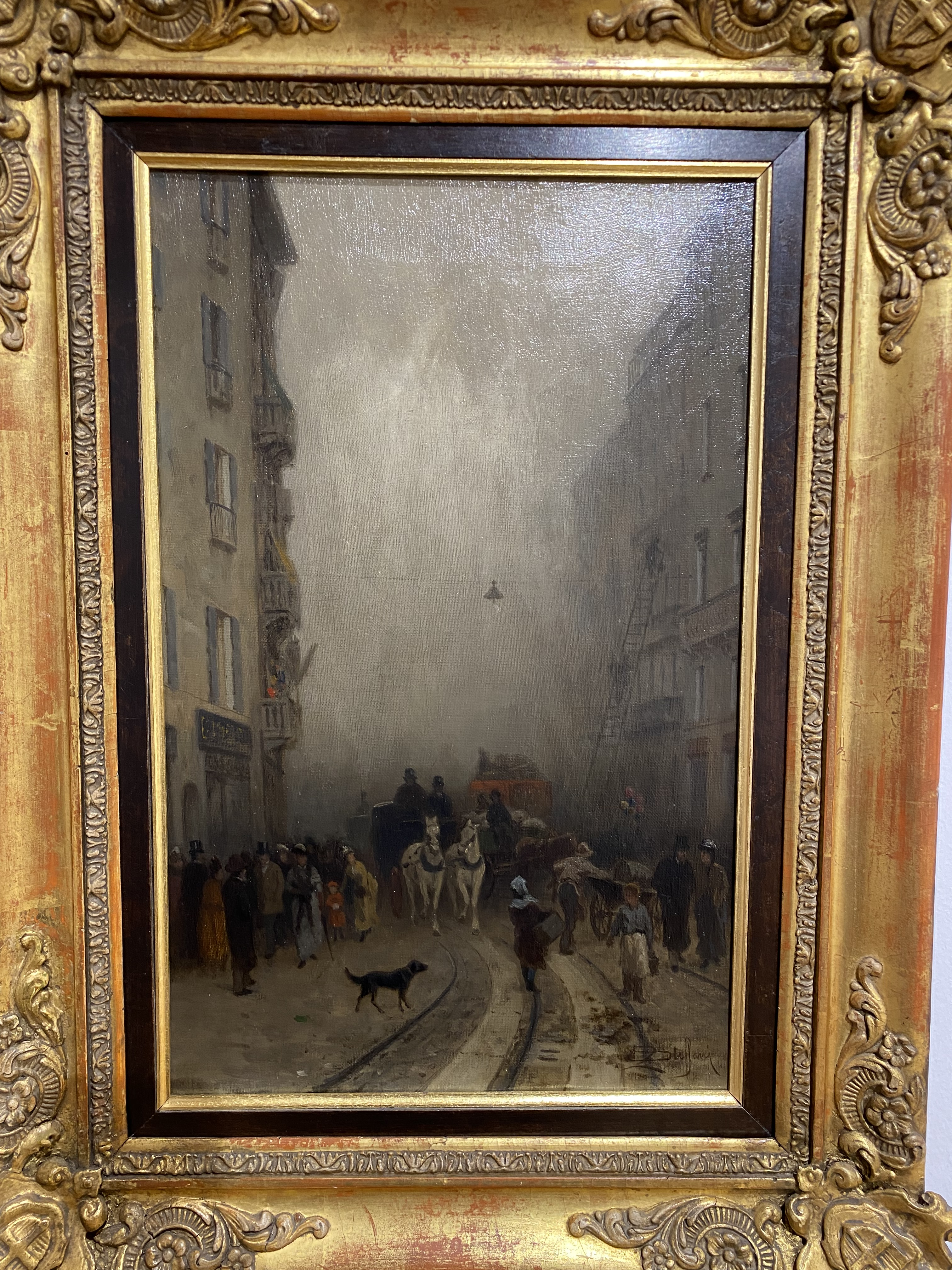
Nebbia sul corso

(Le esposizioni riunite di Milano, 1894)
Apprezzato marinista, si inserisce nella tradizione del paesismo lombardo di matrice verista che ha modo di perfezionare tramite l'influenza del paesaggista tedesco Andreas Achenbach, di John Constable e Camille Corot differenziandosi dai colleghi artisti, pertanto, per una spinta di respiro europeista.
A livello stilistico si distingue per la luminosa nitidezza delle tavole, la minuziosità dei particolari e un sapiente utilizzo del chiaroscuro, tramite il quale Steffani suscita nell'osservatore sensazioni ed emozioni familiari.

## Opere principali
- Capri (1850-1860), olio su tela, Galleria Giannoni, Novara[5];
- La chiesa dei Gesuati a Venezia (1857), olio su tela, Castello di Miramare, Trieste;
- La prima onda (1862), olio su tela, Galleria d'arte moderna e contemporanea, Torino;
- Risaja (1864), olio su tela, Accademia di belle arti di Brera, Milano;
- L'aratro (1865), olio su tela, Accademia di belle arti di Brera, Milano[6];
- Veduta dell'Isola dei Ciclopi (1865), olio su tela, Museo Civico di Torino;
- Marina (1865-1875), olio su tela, Galleria Giannoni, Novara[7];
- Tramonto (1865-1875), olio su tela, Galleria Giannoni, Novara[8];
- Nebbia sul corso (1866), olio su tela, collezione privata;
- Saline di Cervia (1867), olio su tela, Galleria d'arte moderna e contemporanea, Torino;
- Le raccoglitrici di ostriche (Le ostricare) (1870), olio su tela, collezione d'arte UBI Banca;
- Lungo il Ticino (1870-1880), olio su tela, Galleria Giannoni, Novara[9];
- Marea bassa (1872), olio su tela, Accademia di belle arti di Brera, Milano;
- Arianna (1880-1890), olio su tela, Galleria Giannoni, Novara[10];
- Ritorno dal campo (1880-1890), olio su tela, Galleria Giannoni, Novara[11];
- Contadinella (La villanella) (1880-1890), olio su tela, Galleria Giannoni, Novara[12];
- Nebbia sul corso (1886), olio su tela, collezione privata;
- Corso Vittorio Emanuele a Milano (non datato), olio su tela, Museo di Milano[13].